# Divisioni del Bangladesh

Divisioni del Bangladesh

Le divisioni del Bangladesh (in bengalese বিভাগ, bibhāg) costituiscono la suddivisione territoriale di primo livello del Paese e ammontano a 8; ciascuna di esse si suddivide a sua volta in distretti (zila), ulteriormente suddivisi in sottodistretti (upazila).

## Storia
In seguito all'indipendenza del paese, nel 1971, il paese fu diviso in quattro regioni: Chittagong, Dacca, Khulna e Rajshahi. Nel 1993 da una parte della divisione di Khulna venne creata la divisione di Barisal mentre il Sylhet venne separato dal Chittagong nel 1998. Nel 2010 è stata istituita la divisione di Rangpur, separando da quella di Rajshahi 8 distretti (Dinajpur, Panchagarh, Thakurgaon, Gaibandha, Kurigram, Lalmonirhat, Nilphamari e Rangpur). Nel settembre 2015 è stata istituita la divisione di Mymensigh.
Le divisioni prendono il nome dal rispettivo capoluogo.

## Lista
| Divisione  | Denominazione                 | Capoluogo  | Popolazione (2001) | Superficie (km²) | Densità (/km²) |
| ---------- | ----------------------------- | ---------- | ------------------ | ---------------- | -------------- |
| Barisal    | বরিশাল বিভাগ (Bariśāl bibhāg)     | Barisal    | 8.173.718          | 13.644,85        | 599            |
| Chittagong | চট্টগ্রাম বিভাগ (Caṭṭagrām bibhāg) | Chittagong | 24.290.384         | 33.771,18        | 719            |
| Dacca      | ঢাকা বিভাগ (Ḍhākā bibhāg)         | Dacca      | 39.044.716         | 30.988,90        | 1.260          |
| Khulna     | খুলনা বিভাগ (Khulnā bibhāg)       | Khulna     | 14.705.229         | 22.285,41        | 660            |
| Mymensingh | ময়মনসিংহ বিভাগ ( )                | Mymensingh | 10.990.913         | 10.669           | 1.030          |
| Rajshahi   | রাজশাহী বিভাগ (Rājśāhī bibhāg)     | Rajshahi   | 16.354.723         | 18.174,40        | 900            |
| Rangpur    | রংপুর বিভাগ (Raṃpur bibhāg)       | Rangpur    | 13.847.150         | 16.320,26        | 848            |
| Sylhet     | সিলেট বিভাগ (Sileṭ bibhāg)        | Sylhet     | 7.939.343          | 12.595,95        | 630            |

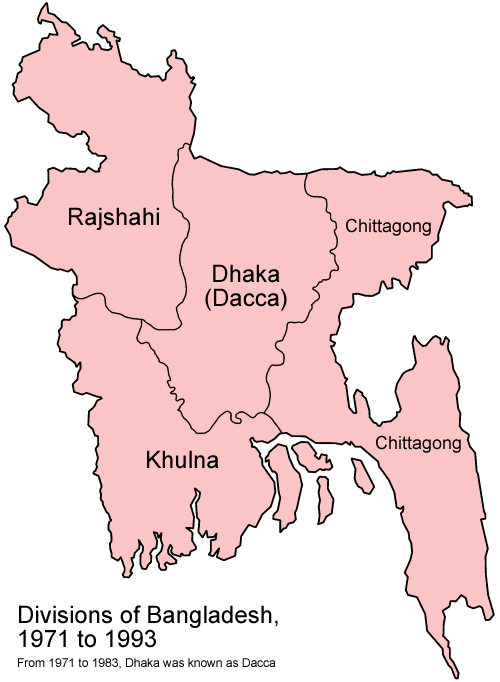
Divisioni del Bangladesh (1971-1993)
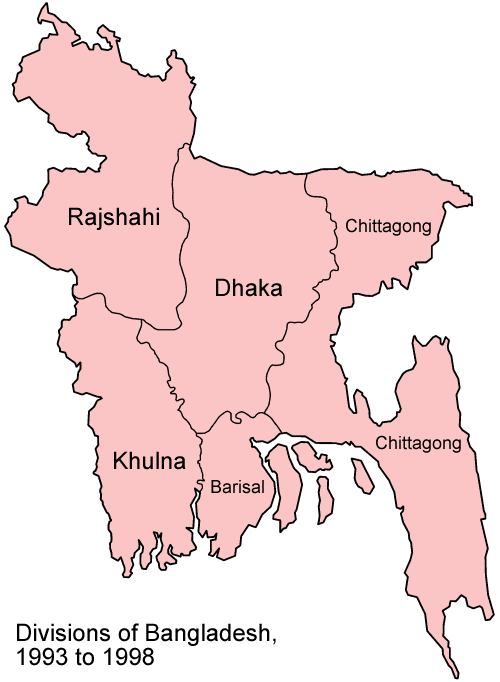
Divisioni del Bangladesh (1993-1998)
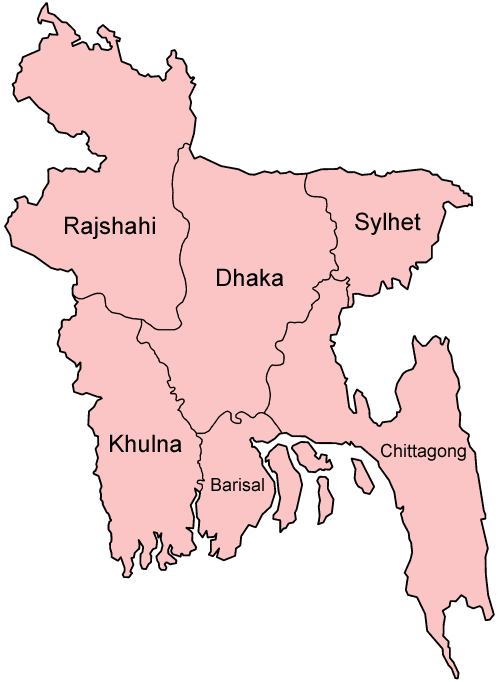
Divisioni del Bangladesh (1998-2010)
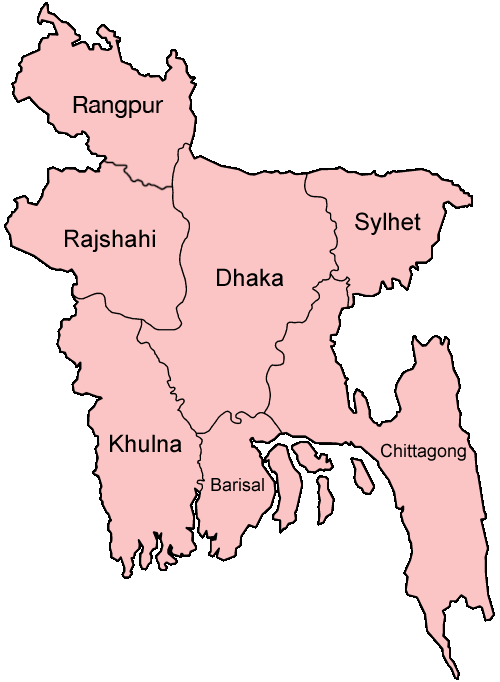
Divisioni del Bangladesh (dal 2010)